# Гра, Феликс
Феликс Гра (фр. Félix Gras; 3 мая 1844, Мальмор-дю-Конта — 4 марта 1901, Авиньон) — французский провансальский поэт и прозаик.
Выдающийся представитель второго поколения фелибрижа — движения за возрождение провансальской литературы, его лидер в 1891—1901.
Первое же его произведение, поэма из крестьянского быта «Угольщики» (Li Carbonié, 1876), принесло ему успех. Затем Гра опубликовал героическую поэму из жизни Симона де Монфора Тулуза (Toloza, 1881) и самый замечательный свой труд — собрание баллад и романсов из истории края под названием «Провансальский романсеро» (Lou Roumancero provençau, 1887), «За отечество. Повесть из истории Франции». СПб, 1898, Террор. Пг., 1919, «Марсельцы. Повесть из времен французской революции». М., 1965.
Среди важнейших прозаических сочинений Гра — «Сказания папского Авиньона» (Папалины) (Li Papalino, 1891) и трилогия «Провансалец» (Le Provençal, 1896—1900).